# Nomada superba
Nomada superba är en biart som beskrevs av Cresson 1863. Nomada superba ingår i släktet gökbin, och familjen långtungebin.

## Underarter
Arten delas in i följande underarter:
- N. s. malvastri
- N. s. superba

## Bildgalleri

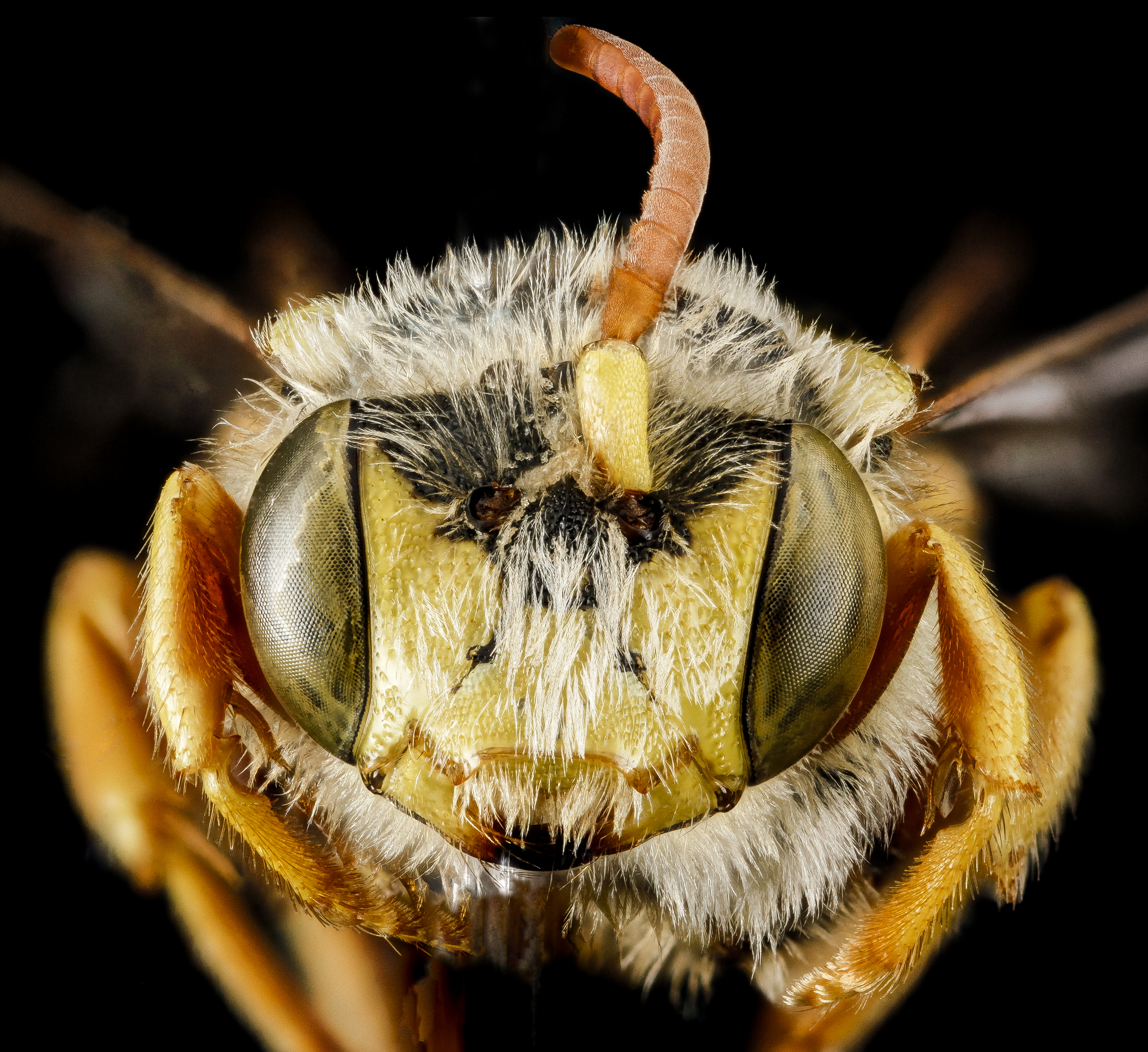